# Droits de l'homme en Pologne
Les droits de l'homme en Pologne sont inscrits dans le second chapitre de la constitution du pays. La Pologne est membre d'un nombre important d'accords internationaux relatifs aux droits de l'homme, tels que la Déclaration universelle des droits de l'homme, les accords d'Helsinki, le Pacte international relatif aux droits civils et politiques et le Pacte international relatif aux droits économiques, sociaux et culturels.
La peine de mort a été abolie et la Pologne est membre de la Cour pénale internationale (CPI).
Après la chute de la République populaire de Pologne et du communisme en 1989 et à l'instar peu de temps avant de la République populaire de Hongrie, les droits de l'homme se sont grandement améliorés avec le remplacement d'un État autoritaire et répressif par un gouvernement démocratique selon l'ONG américaine Freedom House.

## Inquiétudes sur le respect de l'État de droit
Depuis l’arrivée au pouvoir, en novembre 2015, du parti de Jaroslaw Kaczynski de vives inquiétudes se sont exprimées en Europe quant au respect de l'État de droit en Pologne, notamment au sujet de la prise de contrôle du Tribunal constitutionnel et de l’audiovisuel public par le gouvernement.
Le 22 décembre 2015 des lois donnant au gouvernement le pouvoir de nommer directement les dirigeants de l’audiovisuel public et modifiant le fonctionnement du Tribunal constitutionnel ont suscité des inquiétudes quant au respect de l'État de droit. Dès janvier 2016, la Commission européenne engageait une procédure inédite de « sauvegarde de l’État de droit » à l’encontre de Varsovie,.
En juillet 2017, deux nouveaux projets de loi concernant le système judiciaire ont été adoptés. La première des deux lois porte sur le statut du Conseil national de la magistrature et décide que le Parlement choisira désormais ses membres. La deuxième loi modifie le régime des tribunaux de droit commun, dont les présidents seront nommés par le ministre de la justice
En juillet 2017, deux projets de loi concernant le système judiciaire ont été adoptées. La première des deux lois porte sur le statut du Conseil national de la magistrature et décide que le Parlement choisira désormais ses membres. La deuxième loi modifie le régime des tribunaux de droit commun, dont les présidents seront nommés par le ministre de la justice. Ces lois ont provoqué l’émoi de la magistrature et de l’opposition, selon lesquelles elles constituent un affaiblissement la séparation des pouvoirs.
3 ans plus tard en été 2021, l'Ue s'est inquiété des réformes menées par le Pis dan ce pays et malgré un accord trouvé le 24 avril 2023, a décidé de prendre des mesures contre la Pologne en juin 2023et début 2024, le nouveau gouvernement appliquant ces mesures s'est retrouvé lui même face à l'opposition du Pis s'opposant à celle-ci initialement dites voire recommandées fortement par l'UE depuis l'été 2023,,et accélérée depuis le 9 janvier par l'arrestation assez brutale du ministre Mariusz Kamiński et Maciej Wasik de son collègue dans le Palais présidentielle polonais pour corruption, le pouvoir faisant une opération main propre vis a vis du personnel politique mais créant sans le vouloir une fracture dans la population en deux parties déjà irréconciliables depuis l'arrivée du Pis en 2015, cette fracture de la société polonaise en deux camps étant la plus grave après le rétablissement de la démocratie commencé d'abord avec la Chute du rideau de fer en Hongrie en mai 1989, la Chute du Mur correspondant à une période dite de 'libre circulation' qui a duré jusqu'à la fermeture des frontières aux migrants par Viktor Orbán mi-juin 2015 et la préquelle de la candidature de Trump la veille 16 juin 2015créer une rupture entre les pro-mondialistes et les anti-mondialistes (pro-ue et anti-ue), signant la fin d'une époque dite de La Fin de l'histoire et le Dernier Homme commencé avec La Chute du mur de Berlin et la Réunification allemande: le 11 septembre 2001, la Pandémie de Covid 19 et surtout la guerre en Ukraine menée par le dirigeant actuel russe, Vladimir Poutine, signant la fin d'une période dite de "Mondialisation heureuse" et de la Fin de "l'économie de marché" dite 'Globalisation' à une époque dite de paix économique hélas maintenant révolue ceci depuis le 24 février 2022,,, idéalisées à l'époque dans des films comme SOS Fantômesmais critiquées sur Tendres Années (film, 1984) de Marisa Silver, les Twins Towers, étant pourtant le symbole du capitalisme, symbole  de progrès triomphant de l'époque, l'année 1984 étant considéré aussi comme l'année Reagan selon la station de radio RTL.